# Phaseolus pachyrrhizoides
Phaseolus pachyrrhizoides är en ärtväxtart som beskrevs av Hermann August Theodor Harms. Phaseolus pachyrrhizoides ingår i släktet bönor, och familjen ärtväxter. Inga underarter finns listade i Catalogue of Life.